# Spjutliljeväxter
Spjutliljeväxter (Doryanthaceae) är en monotypisk familj med enhjärtbladiga växter av ordningen Asparagales. Familjen består alltså av ett enda släkte, Doryanthes som innehåller två arter.